# Ramgarh Cantonment
Ramgarh Cantonment é cidade no distrito de Ramgarh, no estado indiano de Jharkhand.

## Demografia
Segundo o censo de 2011, Ramgarh Cantonment tinha uma população de 1 32 425 habitantes. Os indivíduos do sexo masculino constituem 57% da população e os do sexo feminino 43%. Ramgarh Cantonment tem uma taxa de literacia de 68%, superior à média nacional de 59,5%: a literacia no sexo masculino é de 76% e no sexo feminino é de 59%. Em Ramgarh Cantonment, 14% da população está abaixo dos 6 anos de idade.